# Шатджатмаз
Урочище Шатджатмаз (ШатЖатмаз) — часть Скалистого хребта, горной системы Большой Кавказ. Включает в себя одноименные хребет — Жатмазский хребет (в системе Скалистого хребта), реку и вершину Шатджатмаз (2127 м).
Из Кисловодска и городов КавМинВод, а также Нальчика организовываются экскурсии.

## Научные организации
На Жатмазском хребте сформировался высокогорный научный кластер. Здесь располагаются или располагались организации, ведущие деятельность в различных областях науки.

### Действующие
- Кисловодская горная астрономическая станция с 1948г.
- Метеостанция Росгидромета
- Кисловодская высокогорная научная станция Института физики атмосферы им А. М. Обухова
- Кавказская горная обсерватория ГАИШ МГУ
- ФГУП «Исследовательский центр им. М. В. Келдыша»

### Ранее
- Федеральное агентство геодезии и картографии
- Всероссийский институт растениеводства имени Н. И. Вавилова